# Račja vas
Račja vas je naselje v Občini Brežice. Nahaja se na levem bregu reke Krke v jugovzhodni Sloveniji. Naselje leži na Dolenjskem in je danes del Posavske statistične regije. Na zahodu meji na Župečo vas, na jugu na Boršt in na SZ na Dolenje Skopice.
V bližini naselja se nahaja vojaško letališče Cerklje ob Krki. Ob naselju leži tudi arheološko najdišče Gramoznica Boršt, kjer so našli prazgodovinsko, rimskodobno in srednjeveško lončenino, ostanke gradbenega materiala in kamnito orodje ter odbitke. Na najdišču naj bi bili tudi ostanki rimske ceste.

## Prebivalstvo
Etnična sestava 1991:
- Slovenci: 73 (88 %)
- Hrvati: 2 (2,4 %)
- Neznano: 8 (9,6 %)